# Monument de Vaso Pelagić
Le monument de Vaso Pelagić (en serbe : Споменик Васи Пелагићу et Spomenik Vasi Pelagiću), est un monument situé dans la municipalité de Savski venac à Belgrade en Serbie. Érigé en 1952, il est inscrit sur la liste des biens culturels de la Ville de Belgrade.

## Présentation
Le monument de Vaso Pelagić (1838-1899) a été érigée en l'honneur de ce révolutionnaire et journaliste, précurseur du mouvement socialiste moderne en Serbie ; il est situé dans le parc qui s'étend de la rue Katićeva au Bulevar oslobodjenja (le « Boulevard de la Libération »). Il date de 1952 et a été réalisé par le jeune sculpteur Miša Popović.